# Klajda Gjosha
Klajda Gjosha (ur. 28 lipca 1983 w Tiranie) – albańska polityk, od 2013 minister integracji europejskiej w rządzie Ediego Ramy.

## Życiorys
Córka Theodoraqa i Merity. W 1998 wyjechała do Wielkiej Brytanii, gdzie spędziła kolejne osiem lat. W 2006 ukończyła studia z zakresu stosunków międzynarodowych na Uniwersytecie w Reading. Do powrotu do kraju przekonało ją spotkanie z Ilirem Metą. Po powrocie pracowała w urzędzie miejskim Tirany. Politycznie związała się z Socjalistycznym Ruchem Integracji, awansując w 2012 na stanowisko wiceprzewodniczącej partii i przewodniczącej Forum Kobiet w partii. W latach 2012–2013 pełniła funkcję wiceministra pracy i polityki społecznej.
Od września 2013 pełni funkcję ministra integracji europejskiej. W wyborach parlamentarnych 2017 wystartowała z pierwszego miejsca listy Socjalistycznego Ruchu Integracji w okręgu Tirana.
Jest mężatką (mąż Adrian Gjoni, którego poślubiła w 2013 jest ekonomistą). W październiku 2014 urodziła syna Luisa.